# Deh Raqā
Deh Raqā (persiska: دِهرَقِۀ ميرحُسِين, دِه رَقِۀ پير حُسِين, دِه رَقَّ, ديِّه رَقِّه, دِهِ رِقا, ده رقا, Dehraqeh-ye Mīrḩoseyn) är en ort i Iran.   Den ligger i provinsen Kurdistan, i den nordvästra delen av landet, 400 km väster om huvudstaden Teheran. Deh Raqā ligger 2 010 meter över havet och antalet invånare är 138.
Terrängen runt Deh Raqā är platt åt sydost, men åt nordväst är den kuperad.Runt Deh Raqā är det ganska tätbefolkat, med 58 invånare per kvadratkilometer. Närmaste större samhälle är Charmīleh, 15,6 km sydväst om Deh Raqā. Trakten runt Deh Raqā består i huvudsak av gräsmarker.